# Sequedin
Sequedin ist eine französische Gemeinde mit 4722 Einwohnern (Stand: 1. Januar 2022) im Département Nord in der Region Hauts-de-France. Sie gehört zum Arrondissement Lille und zum Kanton Lille-6. Die Einwohner werden Sequedinois genannt.

## Geographie
Sequedin befindet sich als banlieue etwa fünf Kilometer südwestlich des Stadtzentrums von Lille im Flachland von Französisch-Flandern. Durch die Gemeinde verläuft die kanalisierte Deûle. Am westlichen Gemeinderand verläuft die Autoroute A25 von Lille nach Dünkirchen. Nachbargemeinden sind:
|                          |                                             | Lille             |
| Englos                   | Kompassrose, die auf Nachbargemeinden zeigt | Villeneuve-d’Ascq |
| Hallennes-lez-Haubourdin | Haubourdin                                  | Loos              |

## Bevölkerungsentwicklung
| Jahr      | 1962 | 1968 | 1975 | 1982 | 1990 | 1999 | 2010 | 2021 |
| Einwohner | 1681 | 2723 | 2966 | 3384 | 3340 | 3627 | 4385 | 4762 |

## Sehenswürdigkeiten
- Kirche Saint-Laurent mit Taufbecken aus dem 14. Jahrhundert
- Untersuchungshaftanstalt (Maison d’Arret)

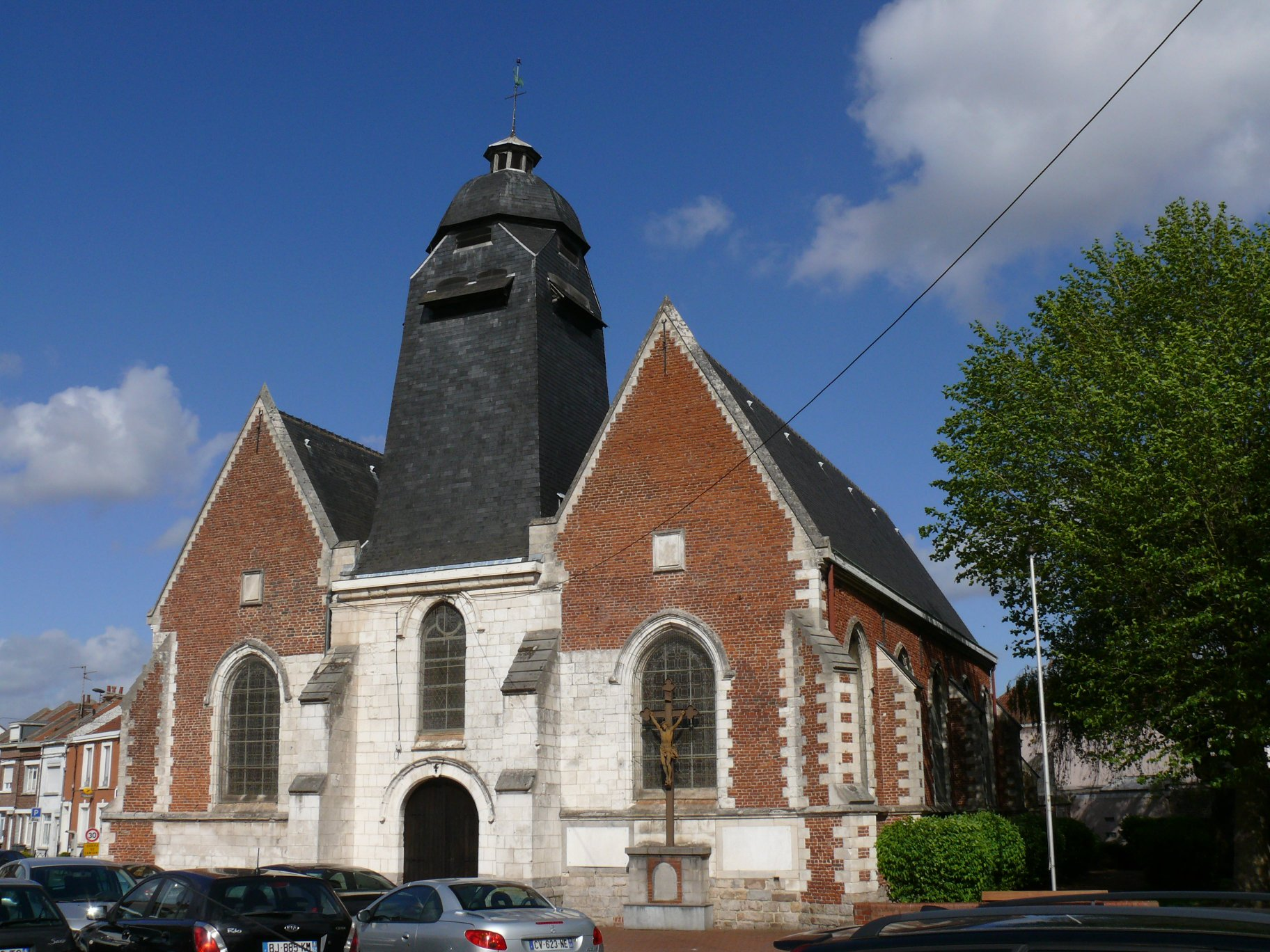
Kirche Saint-Laurent
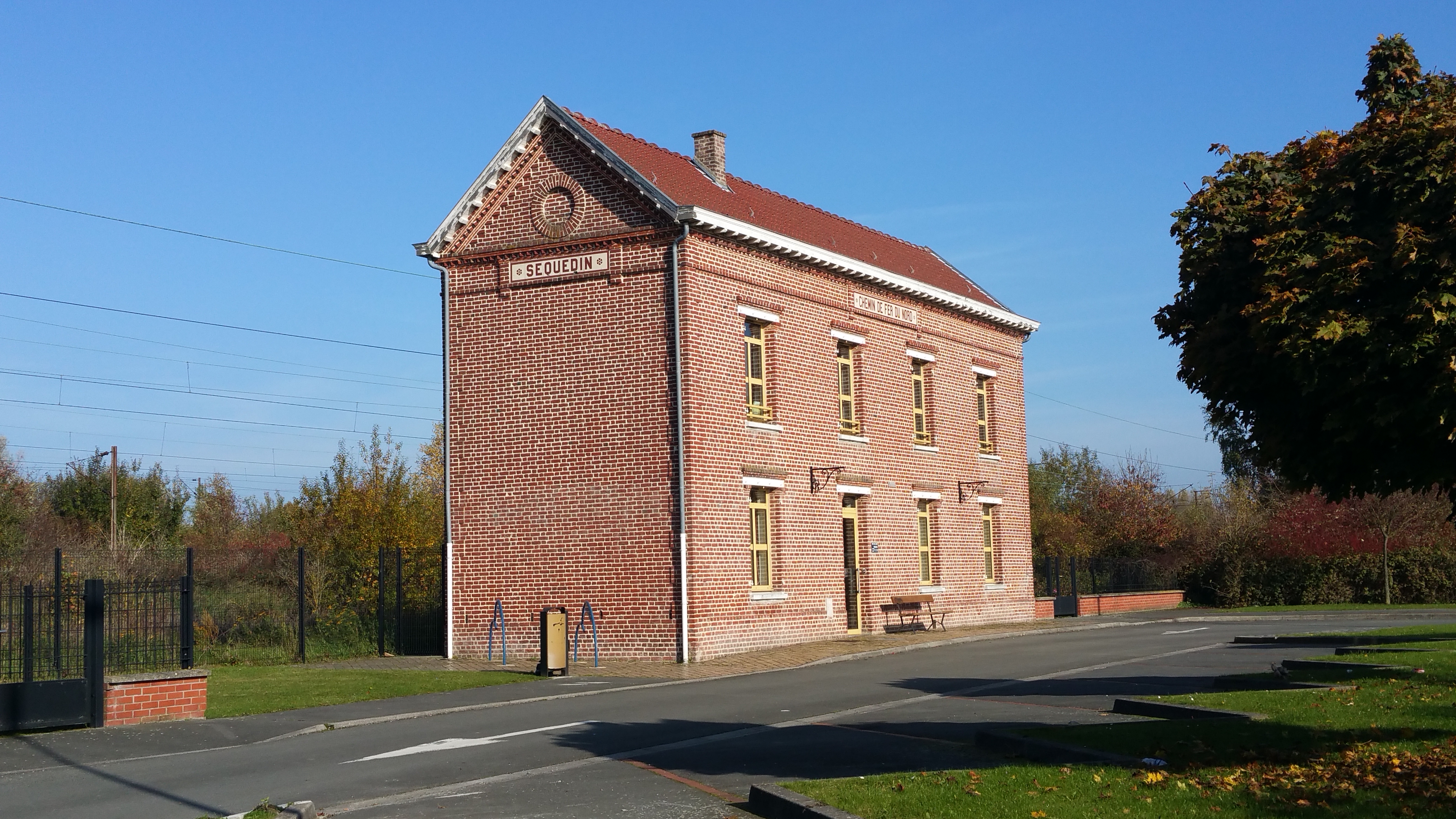
Altes Bahnhofsgebäude
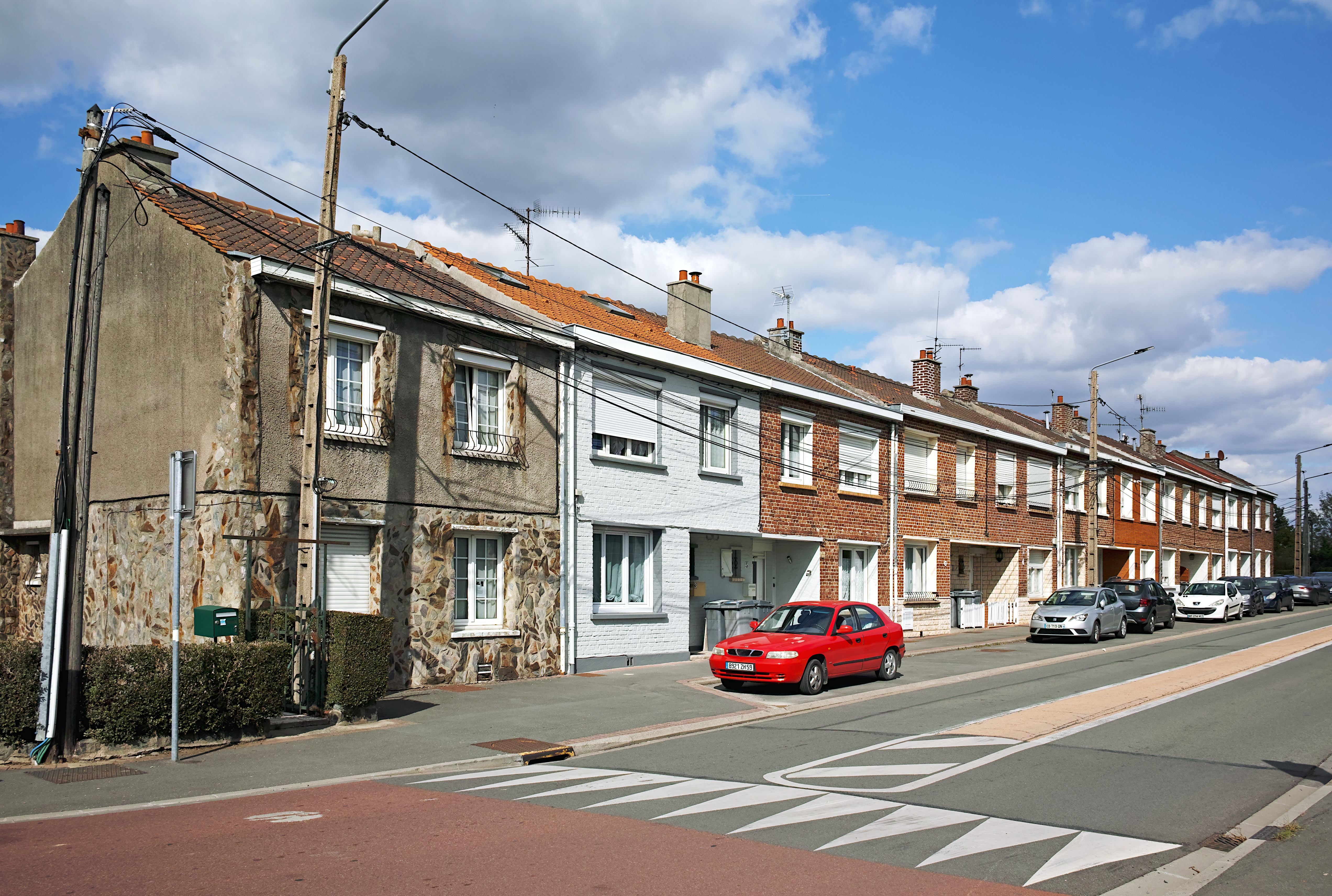
Ehemalige Arbeitersiedlung (Rue Pasteur)
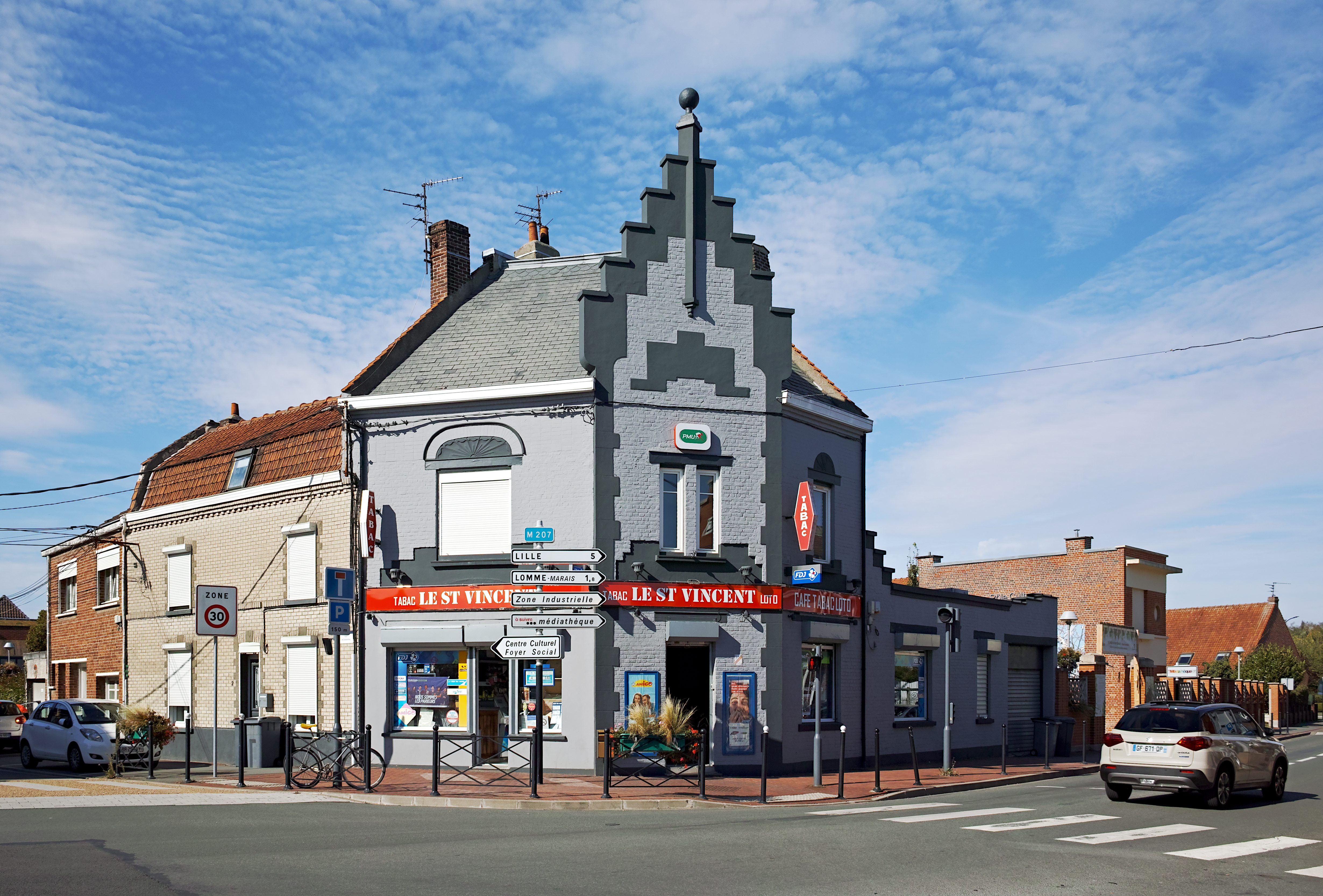
Café Saint-Vincent
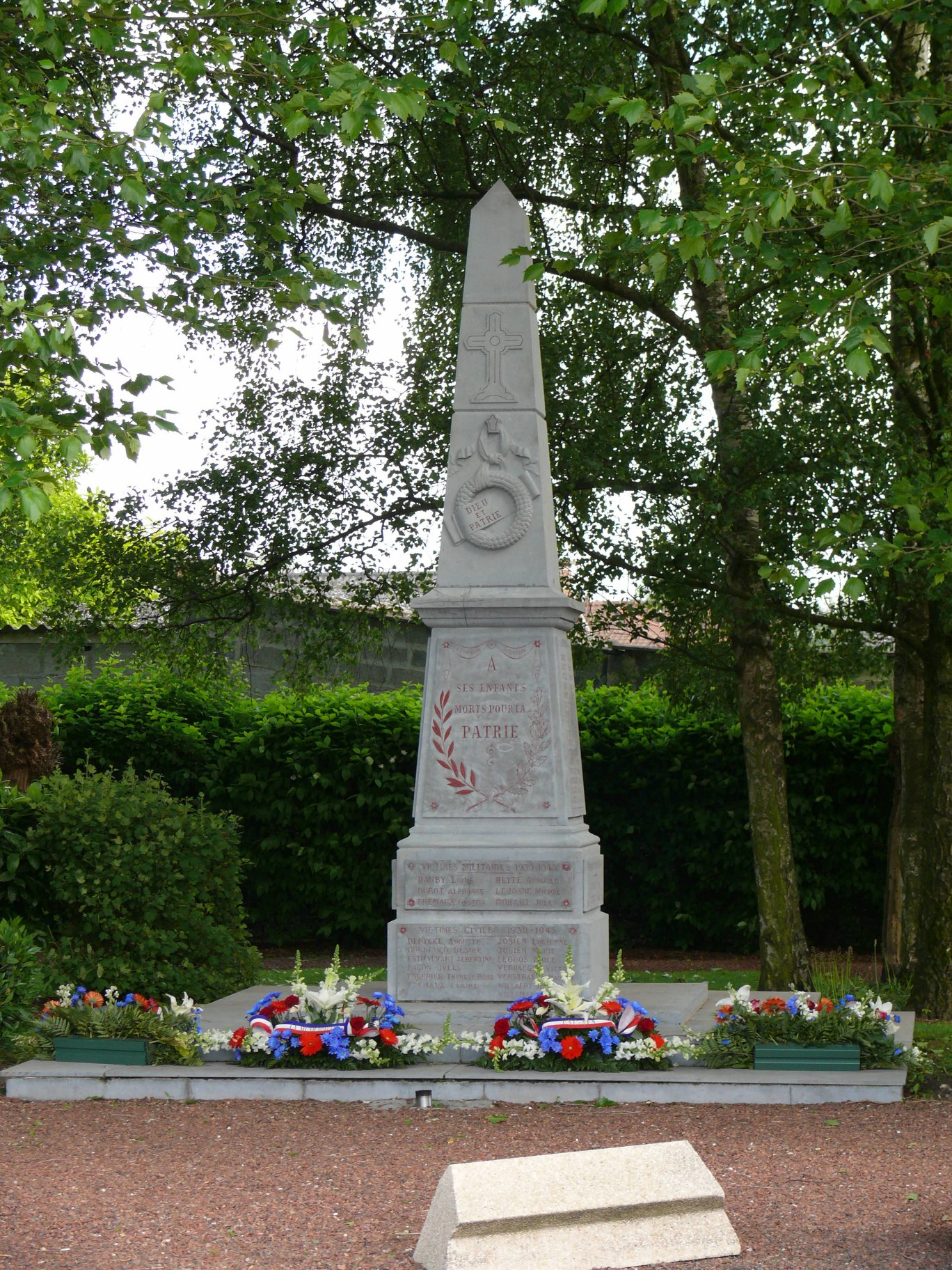
Gefallenendenkmal

## Gemeindepartnerschaft
Mit der französischen Gemeinde Maureilhan im Département Hérault besteht eine Partnerschaft.